# Iván Dmitriev
Iván Ivánovich Dmítriev, en ruso: Ива́н Ива́нович Дми́триев, fue un poeta y político ruso, nacido el 10 de septiembre de 1790 en el Gobernación de Kazán y fallecido el 3 de octubre de 1837. Fue ministro de Justicia del 1 de febrero de 1810 al 30 de agosto de 1814, además de asociarse al movimiento sentimentalista de la literatura rusa.

## Biografía
Nacido en una familia de terratenientes, realizó sus estudios en instituciones privadas. Tras la insurrección de Yemelián Pugachov (1773-1774), su familia huyó y encontró refugio en San Petersburgo. Se inscribió en la escuela del regimiento de la Guardia Semiónovski y más tarde obtuvo un puesto en el ejército.

### Carrera política
Tras el acceso al trono imperial de Pablo I de Rusia el 5 de noviembre de 1769, abandonó el ejército con el grado de coronel. El zar le nombró procurador general en el Senado. El 1 de enero de 1810, el zar Alejandro I lo nombró ministro de Justicia, puesto que conservó hasta el 30 de agosto de 1814, fecha en la que abandonó de forma definitiva la vida política.
Dmítriev, que era homosexual, mostró su nepotismo rodeándose de asistentes apuestos, de los que en algún caso su único mérito era el de ser sus amantes.

### El poeta
Durante los siguientes veinte años, estuvo ocupado en sus trabajos literarios y su colección de libros. Sus cuentos, epístolas, sátiras y fábulas —en parte traducidas e inspiradas en las de Jean-Pierre Claris de Florian, Jean de La Fontaine y Antoine-Vincent Arnault—, escritos con máscara heterosexual, cimentaron su fama. Varios de sus textos se hicieron célebres, como su poema corto dramático épico sobre el cosaco Yermak conquistando Siberia.
Sus escritos ocupan tres volúmenes en las cinco primeras ediciones, en la sexta edición, sólo dos volúmenes. Su obra fue publicada en 1823 en San Petersburgo. Sus memorias, a las que dedicó sus últimos años de su vida, fueron publicados en Moscú, en 1866.